# Konkurs kulinarny
Konkurs kulinarny (ang. Eddie's Million Dollar Cook-Off) – amerykański film, należący do kategorii Disney Channel Original Movies. W Polsce miał premierę 1 lipca 2010 roku na Disney XD.

## Opis fabuły
Eddie należy do szkolnej drużyny baseballa, której trenerem jest jego ojciec. Jego ojciec chce, aby Eddie wygrał stypendium sportowe. Eddie lubi baseball, jednak w wolnym czasie ogląda kanały kulinarne, czasami nawet gotuje z przyjaciółmi.

## Wersja polska
Wersja polska: SUN STUDIO POLSKA

Reżyseria: Łukasz Lewandowski

Dialogi: Grzegorz Drojewski

Wystąpili:
- Grzegorz Drojewski – Eddie
- Krzysztof Dracz – Hank
- Beniamin Lewandowski – DB
- Bartosz Kołsut – Francisco
- Izabela Dąbrowska – Rose
- Beata Wyrąbkiewicz – Hannah
- Anna Gajewska – Mama
- Krzysztof Banaszyk – Bobby Flay
- Katarzyna Łaska – Bridget Simons
- Adam Pluciński – Oliver
- Dariusz Odija – Longo
- Leszek Zduń – Andy
- Łukasz Lewandowski
- Paweł Szczesny
- Krzysztof Zakrzewski
- Brygida Turowska